# 哈曲乡
哈曲乡，是中华人民共和国四川省乐山市峨边彝族自治县曾经下辖的一个乡。2020年5月，撤销哈曲乡，将其所属行政区域划归黑竹沟镇管辖。

## 行政区划
哈曲乡撤销前下辖以下地区：
瓦嘎村、解放村和巴溪村。